# Francesco Lamon
Francesco Lamon (Mirano, 5 de fevereiro de 1994) é um ciclista italiano que compete nas modalidades de pista, especialista na prova de perseguição por equipas, e rota.
Ganhou três medalhas de bronze no Campeonato Mundial de Ciclismo em Pista entre 2017 e 2020, e quatro medalhas no Campeonato Europeu de Ciclismo em Pista de 2016 a 2019. Nos Jogos Europeus de 2019 obteve duas pratas, nas prova de perseguição por equipas e quilómetro contrarrelógio.
Participou nos Jogos Olímpicos de Verão de 2016, ocupando o sexto lugar na prova de perseguição por equipas.
Ao lado de Filippo Ganna, Jonathan Milan e Simone Consonni, conquistou o ouro na perseguição por equipes em Tóquio 2020.

## Medalhas em competições internacionais
| Campeonato Mundial | Campeonato Mundial        | Campeonato Mundial | Campeonato Mundial      |
| Ano                | Lugar                     | Medalha            | Competição              |
| ------------------ | ------------------------- | ------------------ | ----------------------- |
| 2017               | Hong Kong (China)         | Medalha de bronze  | Perseguição por equipas |
| 2018               | Apeldoorn (Países Baixos) | Medalha de bronze  | Perseguição por equipas |
| 2020               | Berlim (Alemanha)         | Medalha de bronze  | Perseguição por equipas |
| Jogos Europeus     |                           |                    |                         |
| Ano                | Lugar                     | Medalha            | Competição              |
| 2019               | Minsk (Bielorrússia)      | Medalha de prata   | Perseguição por equipas |
| 2019               | Minsk (Bielorrússia)      | Medalha de prata   | 1 km contrarrelógio     |
| Campeonato Europeu |                           |                    |                         |
| Ano                | Lugar                     | Medalha            | Competição              |
| 2016               | Saint-Quentin (França)    | Medalha de prata   | Perseguição por equipas |
| 2017               | Berlim (Alemanha)         | Medalha de prata   | Perseguição por equipas |
| 2018               | Glasgow (Reino Unido)     | Medalha de ouro    | Perseguição por equipas |
| 2019               | Apeldoorn (Países Baixos) | Medalha de prata   | Perseguição por equipas |

## Palmarés

### Pista
2014-2015
- Campeonato da Itália em Pontuação

2015-2016
- 3.º Campeonato Europeu Madison sub-23 (com Simone Consonni)

2016-2017
- Campeonato da Itália em Pontuação
- 2.º no Campeonato Europeu Perseguição por Equipas sub-23 (com Filippo Ganna, Simone Consonni e Davide Plebani
- 2.º no Campeonato Europeu em Perseguição por equipas (com Michele Scartezzini, Simone Consonni e Filippo Ganna)
- Copa do Mundo de Pruszkowo (Polónia) em Perseguição por Equipas (com Davide Plebani, Liam Bertazzo e Filippo Ganna)
- 3.º no Campeonato Mundial Perseguição por Equipas (com  Liam Bertazzo, Simone Consonni e Filippo Ganna)

2017-2018
- 3.º no Campeonato Mundial Perseguição por Equipas (com  Liam Bertazzo, Simone Consonni e Filippo Ganna)
- 2.º no Campeonato Europeu em Perseguição por equipas (com Michele Scartezzini, Liam Bertazzo, Simone Consonni e Filippo Ganna)

2018-2019
- Campeonato da Itália em Madison (com Michele Scartezzini)
- Campeonato da Itália em Omnium
- Campeonato Europeu em Perseguição por equipas (com Filippo Ganna, Elia Viviani e Michele Scartezzini)
- Copa do Mundo de Hong Kong (Hong Kong) em Perseguição por Equipas (com Davide Plebani, Liam Bertazzo e Filippo Ganna)

2019-2020
- Campeonato da Itália em Madison (com Michele Scartezzini)
- 2.º no Campeonato Europeu em Perseguição por equipas (com Filippo Ganna, Simone Consonni e Davide Plebani)